# Amphibolis
Amphibolis, rod vodenog bilja iz porodice Cymodoceaceae, dio reda žabočunolike. Postoje dvije vrste a obje žive u vodama oko Australije. Ove biljke rastu u vapnenačkom tlu i važan su izvor hrane za mnoge morske vrste. Njegovo korijenje i lišće učvršćuju oceansko dno i štite ga od erozije morskim strujama i djelovanjem valova. 

## Vrste
1. Amphibolis antarctica (Labill.) Asch.
2. Amphibolis griffithii (J.M.Black) Hartog

## Sinonimi
- Graumuellera Rchb.
- Pectinella J.M.Black